# Schīn

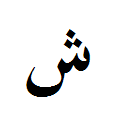
Schīn in isolierter Form

Schīn (arabisch شين, DMG Šīn) ist der 13. Buchstabe des arabischen Alphabets. Der Buchstabe (arabisch ش, DMG š) entspricht in lateinischer Schrift deutscher Transliteration sch. Er ist aus dem phönizischen Schin hervorgegangen und dadurch mit dem lateinischen S, dem griechischen Sigma und dem hebräischen Sin verwandt. Ihm ist der Zahlenwert 300 zugeordnet.

## Lautwert und Umschrift
Das Schīn entspricht dem Sch in „Schule“. Es handelt sich um einen stimmlosen postalveolaren Frikativ. In der DMG-Umschrift wird Schīn als „s“ mit einem Hatschek (š) wiedergegeben. In der nichtwissenschaftlichen Transkription werden sch (Deutsch), sh (Englisch) und ch (Französisch) verwendet.
Das Schīn ist ein Sonnenbuchstabe, d. h., ein vorausgehendes al- (bestimmter Artikel) wird assimiliert.

## Schīn in Unicode
| Unicode Codepoint | U+0634              |
| Unicode-Name      | ARABIC LETTER SHEEN |
| HTML              | &#1588;             |
| ISO 8859-6        | 0xd4                |